# Biakło
Biakło (na mapie Geoportalu Brodło, 361 m) – wzgórze ostańcowe w miejscowości Olsztyn w województwie śląskim, w powiecie częstochowskim. Wzniesienie ma formę bezleśnego, skalnego grzebienia. Od północnej strony sąsiaduje ze skalistym grzebieniem Lipówek, od południowej opada na płaskie i porośnięte lasem obniżenie oddzielające go od Sokolich Gór. Wzgórze zbudowane jest z wapieni pochodzących z okresu jurajskiego. Na południowym krańcu grzebienia znajduje się okno skalne, natomiast na wschód od szczytu – iglica wapienna. Liczne formy krasowe: jamy, żłobki i żebra. Z wszystkich stron otoczone jest łąkami.
Wzgórze, dzięki kształtowi przypominającemu tatrzański Giewont nazywane jest małym Giewontem. Podobnie jak na Giewoncie, na Biakle znajduje się krzyż, pozostawiony na początku lat 90. XX wieku przez pielgrzymkę pracowników przemysłu metalowego z Zawiercia. Wzgórze jest popularne wśród turystów i wspinaczy i zaliczane do grupy tzw. Skał Olsztyńskich. Wspinacze wyróżnili na nim kilka skał wspinaczkowych:
- Biakło
- Garb,
- Mnich,
- Sfinks, Blin, Okręt, Z Jałowcem[5].

## Drogi wspinaczkowe
Większość dróg wspinaczkowych jest łatwa, jednowyciągowa, ale jak na Jurę długa. Szczytowa skała Biakło ma wysokość 16–20 m. Wspinacze poprowadzili na niej 13 dróg wspinaczkowych o trudności III – VI.4+ w skali Kurtyki. Drogi wspinaczkowe o wystawie zachodniej lub północno-zachodniej. Tylko część z nich ma zamontowane stałe punkty asekuracyjne: ringi (r), spiny (s) i dwa ringi zjazdowe (drz).

Biakło I
1. Bambółka; VI.1, 4r + drz, 15 m
2. Bez nazwy; VI+, drz, 15 m
3. Sex nakładaniec; V, 4r + drz, 15 m
4. Bez nazwy; V, 17 m
5. Bez rysia; VI.1+, 5r +drz, 15 m
6. Fantom w operze; VI.3+, 5 r +drz, 15 m
7. Lewa rysa; III, 17 m
8. Prawa rysa; IV+, 1 r, 17 m
9. Jurajski Giewont; V+, 4r + drz, 15 m
10. Bez nazwy; V+, 17 m
11. Bólwiszon; VI+4r, 17 m
12. Wysoka czwórka; IV+, 20 m
13. Rysa; IV, 20 m
14. Bez nazwy; IV, 2s, 20 m
15. Bez nazwy; IV+, 20 m
16. Robot chrobot; VI+, 3r + 2s + drz, 16 m[5].

Biakło II
1. Król Salomon; V, 2r +drz, 15 m
2. Bez nazwy; IV+, 2r, 19 m[5].

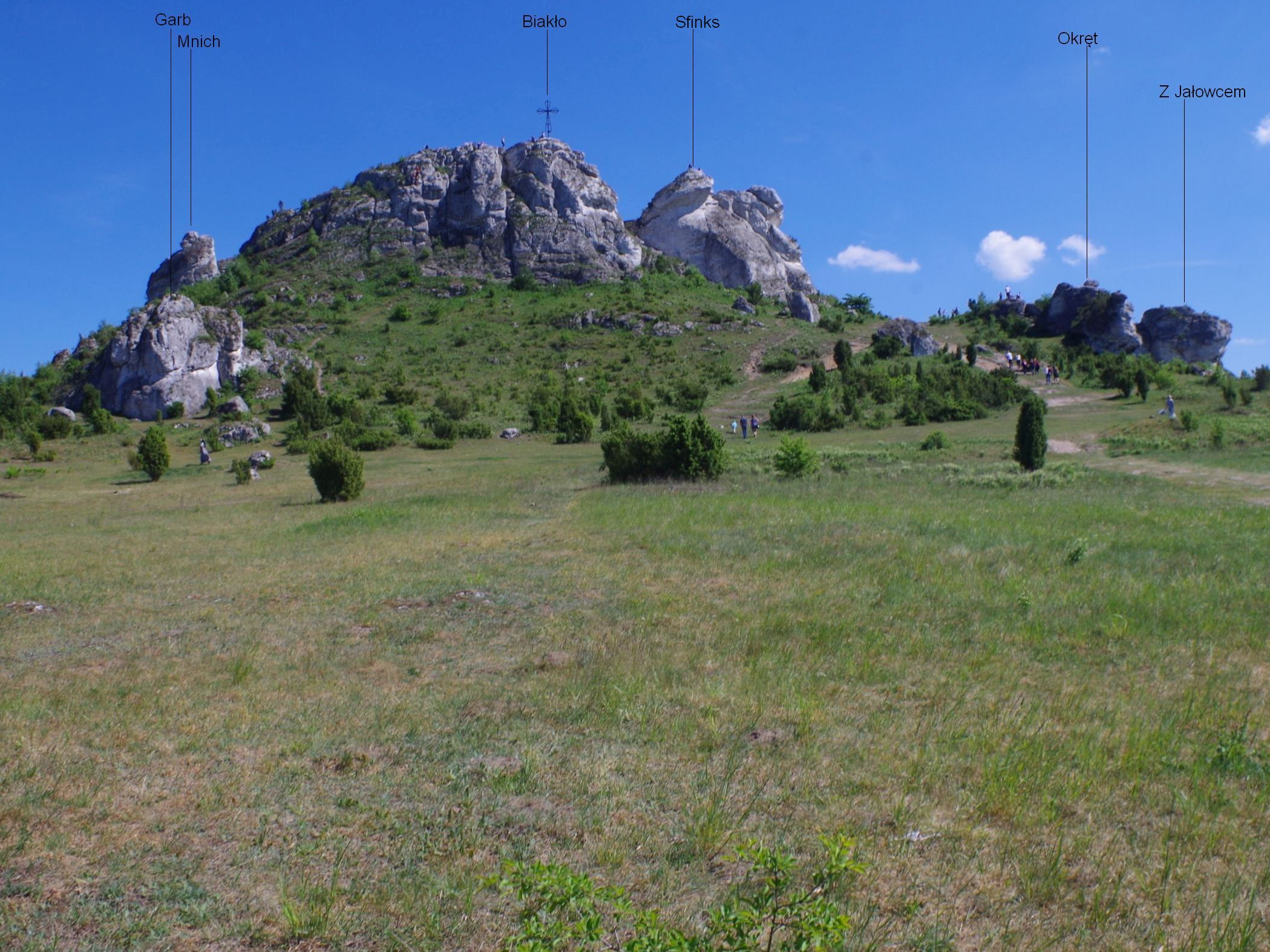
Biakło od zachodu
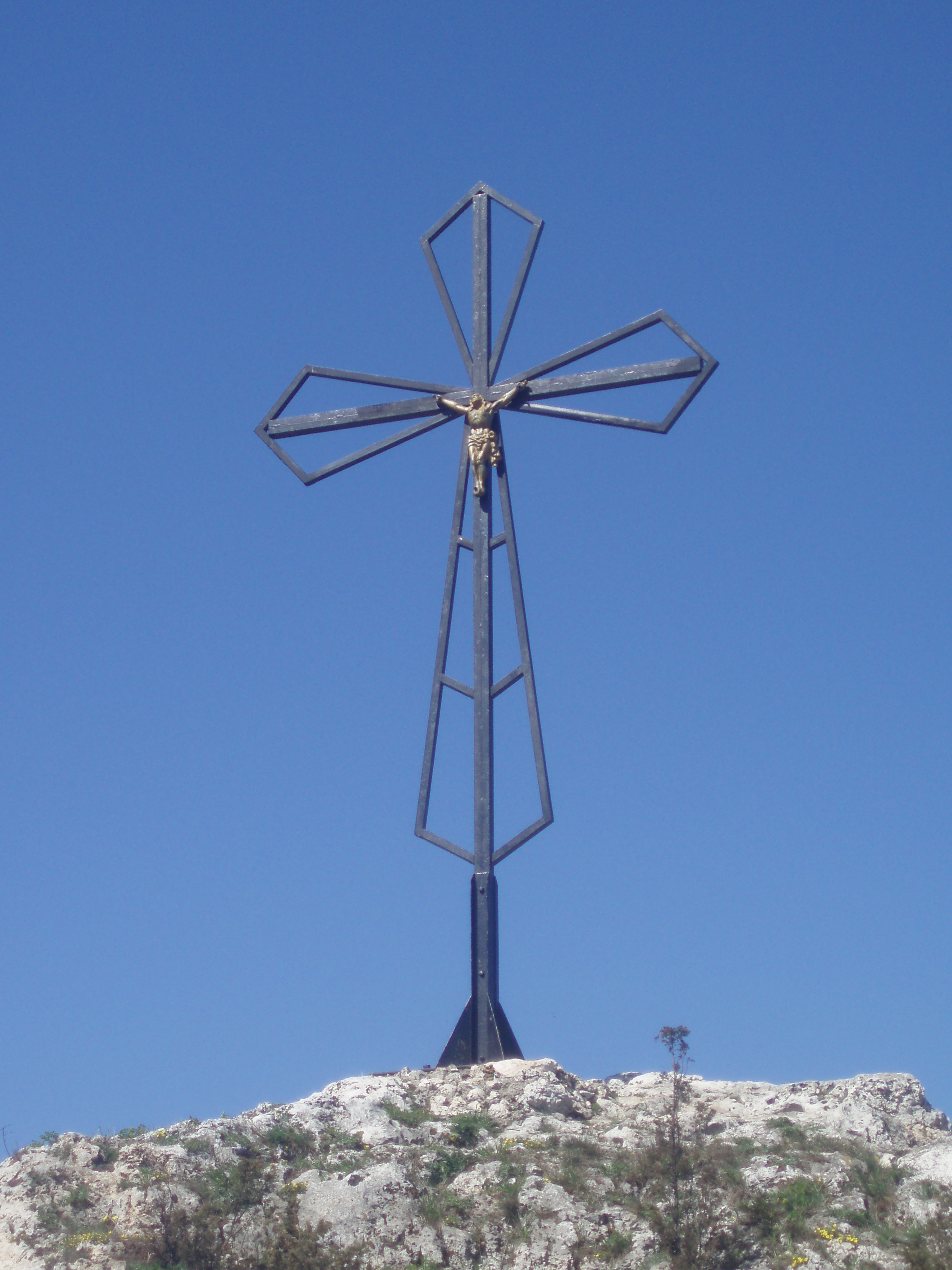
Krzyż na szczycie góry
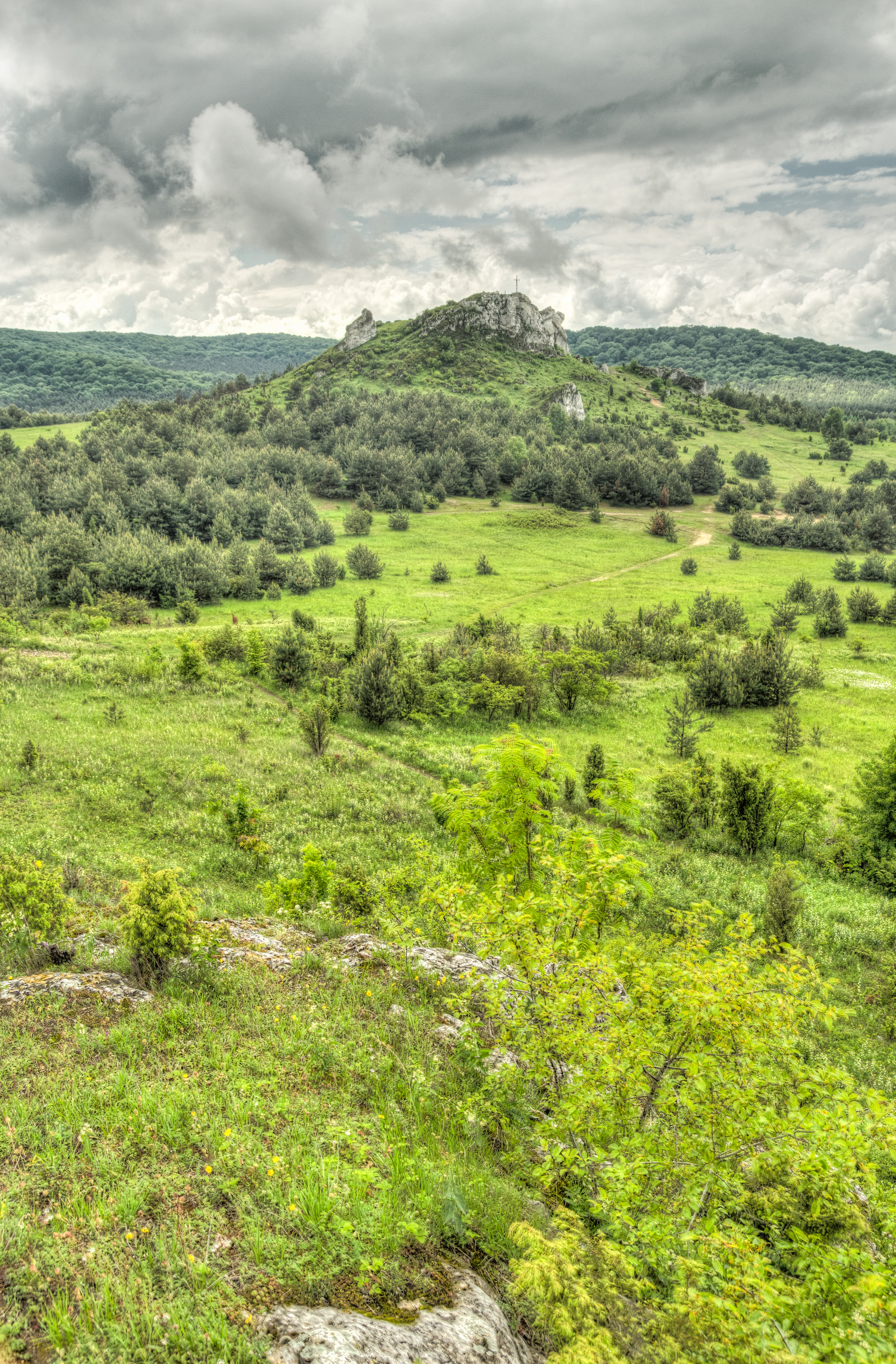
Biakło widziane ze wzgórza Lipówki
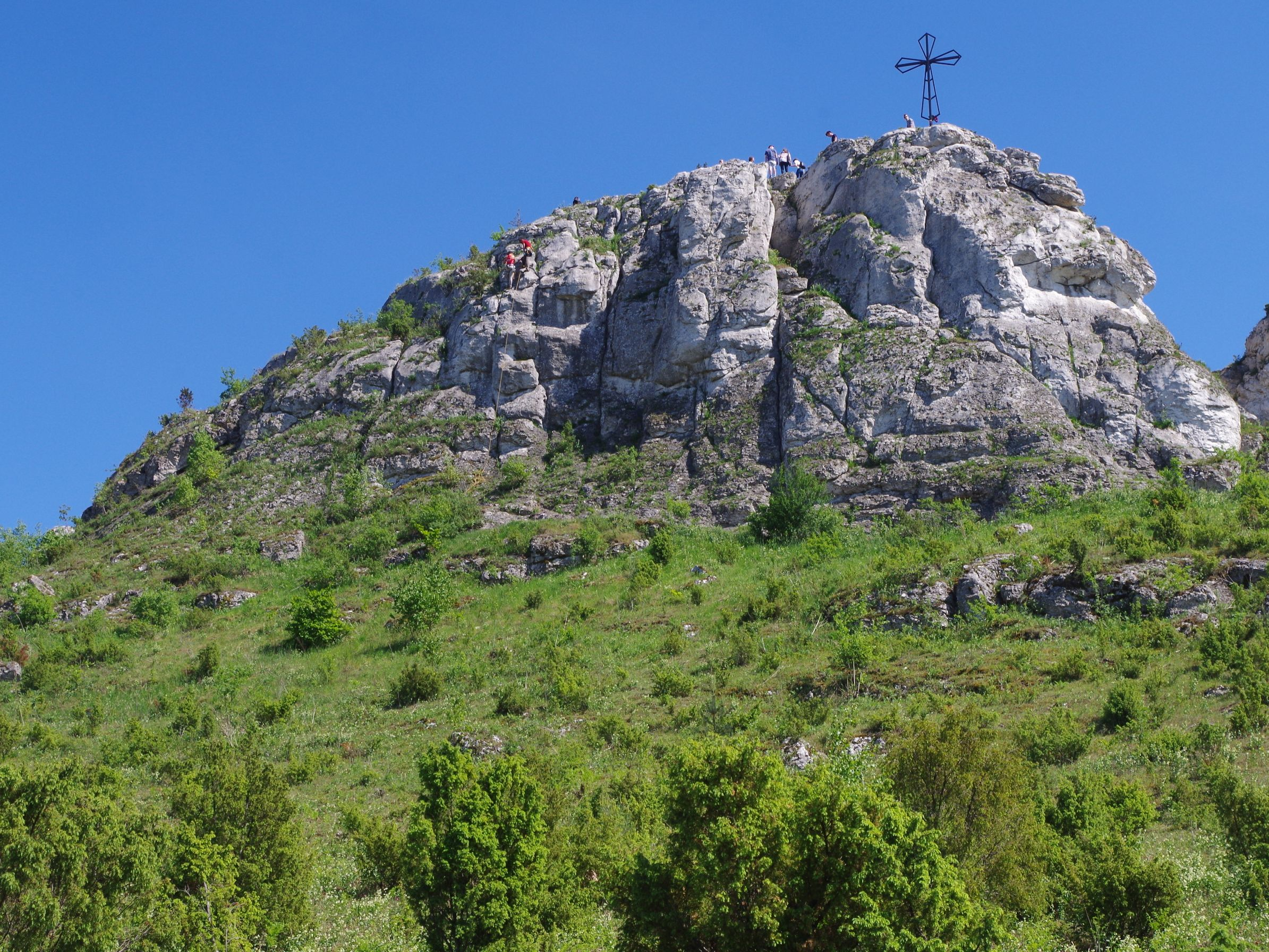
Szczyt wzgórza od zachodu

## Szlaki turystyczne
Obok wzgórza Biakło  prowadzą dwa szlaki turystyczne.
 szlak św. Idziego: Olsztyn – Biakło – rezerwat przyrody Sokole Góry – Zrębice
 Olsztyn – Biakło – rezerwat przyrody Sokole Góry – Knieje – Zrębice